# Skredsviks socken
Skredsviks socken i Bohuslän ingick i Lane härad, ingår sedan 1971 i Uddevalla kommun och motsvarar från 2016 Skredsviks distrikt.
Socknens areal är 86,71 kvadratkilometer, varav land 85,13. År 2000 fanns här 1 933 invånare. Tätorten Hogstorp samt kyrkbyn Skredsvik med sockenkyrkan Skredsviks kyrka ligger i socknen. 

## Administrativ historik
Skredsviks socken har medeltida ursprung. 
Vid kommunreformen 1862 övergick socknens ansvar för de kyrkliga frågorna till Skredsviks församling och för de borgerliga frågorna bildades Skredsviks landskommun. Landskommunen utökades 1952 och uppgick 1971 i Uddevalla kommun. Församlingen uppgick 2010 i Bokenäsets församling.
1 januari 2016 inrättades distriktet Skredsvik, med samma omfattning som församlingen hade 1999/2000.  
Socknen har tillhört samma fögderier och domsagor som Lane härad. De indelta soldaterna tillhörde Bohusläns regemente, Lane kompani och de indelta båtsmännen tillhörde 1:a Bohusläns båtsmanskompani.

## Geografi och natur
Skredsviks socken ligger sydost om Gullmarsfjordens innersta del och nordväst om Uddevalla och är genomfluten av Taske å. Socknens har odlingsbygd i dalgångar mellan skogbevuxna bergplatåer och branta och höga havsstränder där utkikspunkten Smörkullen når 138 meter över havet.
I socknen finns två naturreservat som båda ingår i EU-nätverket Natura 2000: Gullmarsberg samt Bredmossen som delas med Foss socken i Munkedals kommun. Gullmarn är ett naturvårdsområde som också ingår i Natura 2000 och delas med Bokenäs och Dragsmarks socknar i Uddevalla kommun, Skaftö, Lyse, Brastads, Lysekils och Bro socknar i Lysekils kommun, Morlanda socken i Orusts kommun och Foss socken i Munkedals kommun
De största insjöarna är Nedre Trästickeln som delas med Foss socken och Valbo-Ryrs socken i Munkedals kommun samt Övre Trästickeln som också delas med Valbo-Ryrs socken.
I socknen finns den medeltida Dynge borgruin. Senare sätesgårdar var det närbelägna Gullmarsbergs säteri samt Cederslunds herrgård.
I kyrkbyn Skredsvik låg Lane härads tingsställe till 1732.

## Fornlämningar
Cirka 140 boplatser, två dösar och två hällkistor från stenåldern har påträffats. Från bronsåldern finns gravrösen och några hällristningar. Från järnåldern finns några gravfält och domarringar samt en fornborg.

## Befolkningsutveckling
Befolkningen ökade från 1 038 1810 till 2 419 1860 varefter den minskade till 1 376 1950 då den var som lägst under 1900-talet. Därpå ökade befolkningen på nytt till 1 911 1990.

## Namnet
Namnet skrevs omkring år 1300 Scrics-vic och kan ha varit ett äldre namn på Gullmarsvik. Förleden innehåller skred, 'jord-, stenras' och syftar på ett berg vid kyrkan där spår på sydsidan finns av ett ras, som även gett namn åt byn Skri(s)ås.